# Tahir Demi
Tahir Demi (ur. 1919 w Filiatesie, zm. 31 maja 1961 w Tiranie) – polityk Albańskiej Partii Pracy, przedstawiciel Albanii w Radzie Wzajemnej Pomocy Gospodarczej.

## Życiorys
W 1943 roku wstąpił w szeregi Armii Narodowo-Wyzwoleńczej. Po II wojnie światowej został członkiem Albańskiej Partii Pracy, przewodził jej strukturom w Elbasanie oraz był przedstawicielem Albanii w Radzie Wzajemnej Pomocy Gospodarczej.
W lipcu 1960 roku został aresztowany przez Sigurimi za udział w rzekomym kontrrewolucyjnym spisku Grecji, Jugosławii, Włoch i amerykańskiej Szóstej Floty; spisek miał na celu obalenie władzy Envera Hodży. Został skazany na karę śmierci i stracony dnia 31 maja następnego roku.

## Życie prywatne
Był żonaty z Sadete Demi Toto, z którą miał troje dzieci: Pëllumba, Ilirjana i Teutę.